# Red (film, 2010)
Red je americký akční thriller z roku 2010, který natočil Robert Schwentke na motivy stejnojmenného komiksu Warrena Ellise a Cullyho Hamnera. V hlavní roli penzionovaného agenta CIA Franka Mosese se představil Bruce Willis. Do amerických kin byl snímek, jehož rozpočet činil 58 milionů dolarů, uveden 15. října 2010, přičemž celosvětově utržil 199 milionů dolarů.
V roce 2013 měl premiéru navazující film Red 2.

## Příběh
Penzista Frank Moses si každý měsíc volá se Sarou Rossovou, která pracuje v kanceláři pro vyřizování důchodů. Jednou v noci se Mosese pokusí zabít likvidační oddíl. Neznámí vrazi jdou i po Saře a Frank, bývalý zabiják CIA, za ní přijede, aby ji ochránil. Od svého bývalého parťáka Joea se dozví o zabité reportérce, která získala seznam lidí určených k likvidaci. Kontaktuje své přátelé, kteří ještě nejsou mrtví a společně se i se Sarou snaží zjistit něco o onom seznamu. Na něm jsou uvedeni téměř všichni, kteří byli posláni na misi vyčištění místa po strašlivém masakru v Guatemale v roce 1981. Po vyslechnutí jednoho obchodníka se zbraněmi se bývalí agenti vydají zabít amerického viceprezidenta, který má mít vše na svědomí. Celou dobu však po nich jdou agenti CIA a FBI.

## Obsazení
- Bruce Willis jako Francis „Frank“ Moses, bývalý agent CIA a specialista na tajné operace
- Morgan Freeman jako Joe Matheson, bývalý agent CIA a specialista na získání informací
- John Malkovich jako Marvin Boggs, bývalý agent CIA, paranoidní specialista na sledování
- Helen Mirren jako Victoria Winslowová, bývalá agentka SIS a specialistka na zbraně
- Karl Urban jako William Cooper, agent CIA
- Mary-Louise Parker jako Sarah Rossová, přítelkyně Franka Mosese
- Brian Cox jako Ivan Simanov, šéf ruské tajné služby, zamilovaný do Victorie
- Julian McMahon jako viceprezident Robert Stanton
- Rebecca Pidgeon jako Cynthia Wilkesová, agentka CIA
- Ernest Borgnine jako Henry, archivář
- James Remar jako Gabriel Singer
- Richard Dreyfuss jako Alexander Dunning, obchodník se zbraněmi